# Andro Wekua
Andro Wekua (georgisch ანდრო ვეკუა; *  27. Oktober 1977 in Sochumi, Abchasische Autonome Sozialistische Sowjetrepublik) ist ein georgischer Künstler, der seit 1995 hauptsächlich in der Schweiz lebte.

## Leben
Wekua besuchte in seiner Jugend von 1986 bis 1991 die nationale Kunstschule seiner Heimatstadt Sochumi, bevor er in den Jahren 1993 und 1994 am Institut Gogebaschwili in Tiflis studierte. 1995 bis 1999 war er an der Visual Art School Basel.
Seit dem Jahre 2000 stellt Wekua seine Werke sowohl in seiner Heimat als auch international aus.

## Auszeichnungen und Preise
- 2002–2003: Atelierstipendium der Stiftung Binz 39 in Zürich
- 2003: Eidgenössischer Preis für freie Kunst
- 2004: Atelierstipendium der Stadt Zürich für Paris
- 2005: Preis der Kiefer Hablitzel Stiftung
- 2006: Manor Kunstpreis des Kantons Zürich
- 2011: Vorgeschlagen für den Preis der Nationalgalerie für junge Kunst, Berlin

## Ausstellungen (Auswahl)

### Einzelausstellungen
- 2016: Andro Wekua – Anruf, Kölnischer Kunstverein
- 2012: Andro Wekua. Dreaming Dreaming, Gladstone Gallery, London.
- 2011: Pink Wave Hunter, Kunsthalle Fridericianum, Kassel. Katalog.
- 2011: Andro Wekua: A Neon Shadow. Castello di Rivoli, Turin.
- 2011: Never Sleep with a Strawberry in your Mouth. Kunsthalle Wien, Wien[1]
- 2011: N.N. Kunsthalle Fridericianum, Kassel und ebenso im Castello di Rivoli, Turin.
- 2010: Gott ist tot, aber das Mädchen nicht. Schinkel Pavillon, Berlin.
- 2009: Workshop Report. Museion, Bozen und danach bei Wiels, Brüssel.
- 2008: Sunset - I Love The Horizon, Grenoble. Katalog.
- 2007: Wait to Wait. Museum Boijmans Van Beuningen, Rotterdam, Niederlande.
- 2006: Without Mirror. Gladstone Gallery, Upstairs Gallery, Manhattan, New York City, USA.
- 2006: If there ever was one: Andro Wekua, Kunstmuseum Winterthur, Winterthur, Schweiz.
- 2005: Without Mirror. The Rubel Family Art Collection, Miami, Florida, USA.
- 2005: Insert: Andro Wekua. Palais für aktuelle Kunst, Kunstverein Glückstadt, Glückstadt.
- 2004: That Would Have Been Wonderful. Neue Kunsthalle St. Gallen, St. Gallen, Schweiz.
- 2003: Piano Nobile, Genua.
- 2000: Ausstellungshalle, Tblissi, Georgien.

### Gemeinschaftsausstellungen
- 2011. Nationalgalerie (Berlin)
- 2011: Biennale di Venezia, ILLUMInazioni, Arsenale: Pink Wave Hunter, Installation von 15 Skulpturen auf Podest aus den Jahren 2010 bis 2011, später im Jahr in Kassel und Turin
- 2010: Abstract Resistance. Walker Art Center, Minneapolis, Minnesota, USA
- 2009: Born In Georgia. Cobra Museum, Amstelveen, Niederlande
- 2008: Shifting Identities. Kunsthaus Zürich, Zürich
- 2007: Absent without Leave. Victoria Miro Gallery, London
- 2006: Infinite Painting. Villa Manin, Centre for Contemporary Art, Passarino, Codroipo, Italien
- 2005: Hier/anderswo. Kunstpanorma, Luzern
- 2004: Emotion Eins. Ursula-Blickle-Stiftung, Kraichtal, danach im Frankfurter Kunstverein, Frankfurt am Main
- 2004: Dessins et des Autres. Stiftung Binz 39, Zürich; danach in Paris, Galerie Anne de Villepoix
- 2003: It's in Our Hands, Migros-Museum, Zürich
- 2002: Centro d'Arte Contemporanea Ticino, Bellinzona, Tessin
- 2001: Von Fern. Künstlerhaus Boswil, Boswil
- 2001: intervention : hotelzimmer, thalwilerhofkunst.ch, Thalwil
- 2000: Jungs und Mädchen. Warteck, Basel